# Crioceris

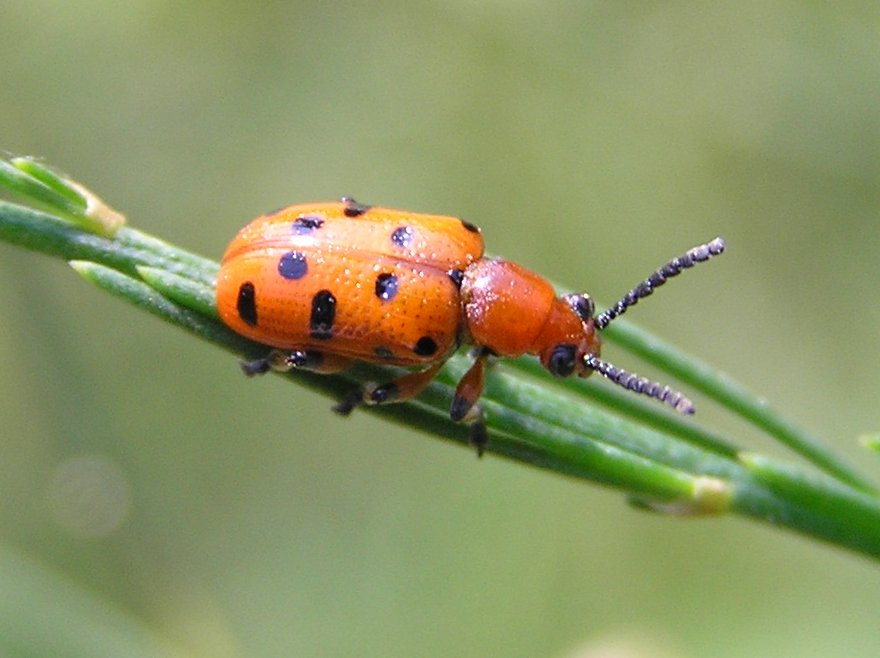
C. duodecimpunctata

Els escarabats dels espàrrecs (Crioceris) son un gènere de coleòpters polífags de la família dels crisomèlids. El nom del gènere és neollatí del grec κριός, 'ovella' i κέρας, 'banya'.

## Taxonomia
A Catalunya s'han citat tres espècies: C. asparagi, C. duodecimpuctata i C. paracenthesis que s'alimenten de les esparregueres Asparagus officinalis i Asparagus acutifolius.
- Crioceris asparagi (Linnaeus, 1758), escarabat de l'esparreguera comú[3]
- Crioceris bicruciata (Sahlberg, 1823)[3]
- Crioceris duodecimpunctata (Linnaeus, 1758), escarabat de l'esparreguera de 12 punts[4]
- Crioceris quinquepunctata (Scopoli, 1763)[4]